# Tournament Players Championship (Reino Unido)
O Tournament Players Championship foi um torneio masculino de golfe no circuito europeu da PGA, que foi disputado na Inglaterra ou na Escócia todos os anos entre 1977 e 1984. Os vencedores do Tournament Players Championship incluíam dois principais campeões, o inglês Nick Faldo e o Bernhard Langer, da Alemanha.

## Campeões
| Ano                             | Campeão                   | País                      | Local                     | Pontuação                 | Par                       | Margem de vitória         | Vice-campeão(ões)          | Primeiro prêmio (£)       |
| St. Mellion Timeshare TPC       | St. Mellion Timeshare TPC | St. Mellion Timeshare TPC | St. Mellion Timeshare TPC | St. Mellion Timeshare TPC | St. Mellion Timeshare TPC | St. Mellion Timeshare TPC | St. Mellion Timeshare TPC  | St. Mellion Timeshare TPC |
| ------------------------------- | ------------------------- | ------------------------- | ------------------------- | ------------------------- | ------------------------- | ------------------------- | -------------------------- | ------------------------- |
| 1984                            | Jaime Gonzalez            | Brasil                    | St. Mellion G & CC        | 265                       | −15                       | Playoff                   | Mark James                 | 16,660                    |
| 1983                            | Bernhard Langer           | Alemanha Ocidental        | St. Mellion G & CC        | 269                       | −11                       | 2 tacadas                 | Paul Way                   | 13,330                    |
| Haig Whisky TPC                 |                           |                           |                           |                           |                           |                           |                            |                           |
| 1982                            | Nick Faldo                | Inglaterra                | Notts Golf Club           | 270                       | −18                       | 3 tacadas                 | Manuel Calero              | 11,660                    |
| 1981                            | Brian Barnes              | Escócia                   | Dalmahoy Golf Club        | 276                       | −8                        | Playoff                   | Brian Waites               | 10,000                    |
| 1980                            | Bernard Gallacher         | Escócia                   | Moortown Golf Club        | 268                       | −8                        | 3 tacadas                 | Nick Faldo Bernhard Langer | 9,000                     |
| SOS Talisman TPC                |                           |                           |                           |                           |                           |                           |                            |                           |
| 1979                            | Michael King              | Inglaterra                | Moor Park Golf Club       | 281                       | −7                        | 1 tacada                  | Brian Waites               | 8,330                     |
| Tournament Players Championship |                           |                           |                           |                           |                           |                           |                            |                           |
| 1978                            | Brian Waites              | Inglaterra                | Foxhills Golf Club        | 286                       | −6                        | 1 tacada                  | Neil Coles                 | 8,000                     |
| 1977                            | Neil Coles                | Inglaterra                | Foxhills Golf Club        | 288                       | −4                        | 1 tacada                  | Peter Dawson               | 8,000                     |